# Vera Brittain
Pour les articles homonymes, voir Brittain.
Vera Mary Brittain, née le 29 décembre 1893 à Newcastle-under-Lyme et morte le 29 mars 1970 à Wimbledon, est une écrivaine anglaise pacifiste et féministe. L’autobiographie de la première partie de sa vie Testament of Youth (en) est un grand succès dès sa parution, en 1933 (il est adapté au cinéma sous le titre Mémoires de jeunesse en 2014). Elle y raconte ses expériences pendant la Première Guerre mondiale et le début de sa croisade pour le pacifisme.

## Biographie et œuvre
Vera Brittain naît à Newcastle-under-Lyme dans le Staffordshire en Angleterre, dans une famille aisée qui possède des papeteries à Hanley et à Cheddleton : elle est la fille du fabricant de papier Thomas Arthur Brittain (1864-1935) et de son épouse, Edith Bervon Brittain (1868-1948).
Elle a une enfance tranquille avec son seul frère qui est aussi son plus proche compagnon. Quand elle a 18 mois, sa famille déménage pour Macclesfield dans le Cheshire, et quand elle a 11 ans ils déménagent à nouveau pour la station thermale de Buxton dans le Derbyshire. À 13 ans, elle devient interne à l’école Ste Monica de Kingswood dans le Surrey dont sa tante est la proviseure.

### D'Oxford à la Première Guerre mondiale
Après avoir surmonté les objections initiales de son père, elle étudie la littérature anglaise au Somerville College à Oxford.
À l’été 1915, au bout d’un an, elle reporte ses études, pour travailler comme infirmière volontaire pendant la plus grande partie de la Première Guerre mondiale, d’abord à Buxton puis à Londres, à Malte et en France, notamment au camp britannique d'Étaples dans le Pas-de-Calais.
Son fiancé Roland Leighton, ses proches amis Victor Richardson et Geoffrey Thurlow, ainsi que son frère Edward Brittain y trouvent la mort. Leurs lettres des uns aux autres sont réunies dans le livre Letters from a Lost Generation.
De retour à Oxford après la guerre pour étudier l'histoire, Vera Brittain rencontre des difficultés à se réadapter à la vie dans la génération d’après-guerre. C’est à cette époque qu’elle rencontre Winifred Holtby. Une longue amitié s’ensuit, alors qu’elles essaient toutes les deux de s’établir dans le milieu littéraire londonien. Leur relation dure jusqu’à la mort de Holtby d’une insuffisance rénale, en 1935. Parmi les auteurs contemporains issus du Somerville College à Oxford se trouvent Dorothy L. Sayers, Hilda Reid, Margaret Kennedy, et Sylvia Thompson.
En 1925 Vera Brittain épouse George Catlin, un homme politique, scientifique et philosophe. Leur fils, John Brittain-Catlin (1927–1987), avec lequel Vera a des échanges difficiles, deviendra artiste peintre, homme d’affaires et auteur de l’autobiographie Family Quartet, publiée en 1987. Leur fille, née en 1930, sera ministre travailliste et ultérieurement pair du parti libéral-démocrate, sous le nom de baronne Shirley Williams.

### Écrivain et pacifiste
Le premier roman de Vera Brittain, The Dark Tide (La Marée sombre) publié en 1923, ne rencontre qu’un succès limité. Ce n’est qu’en 1933 qu’elle publie l’œuvre qui la rend célèbre, Testament of Youth (en) (Mémoire de jeunesse). Ce livre est suivi de Testament of Friendship (Mémoire d’amitié), publié en 1940, qui est un hommage et une biographie de Winifred Holtby, et de Testament of Experience, la suite de son autobiographie, qui paraît en 1957, et couvre les années de 1925 à 1950.
Vera Brittain écrit du fond de son cœur ; la plupart de ses romans reposent sur des faits réels et des personnes ayant existé. De ce point de vue, son roman Honourable Estate (Domaine respectable, 1936) a été en partie autobiographique. L'écriture est un moyen pour Brittain de venir à bout, par ses écrits, de son profond traumatisme des années de guerre. Le journal de Brittain, écrit de 1913 à 1917, est publié en 1981, sous le titre Chronicle of Youth (Récit de jeunesse).
Dans les années 1920, elle prend régulièrement la parole au nom de la Société des Nations.
En juin 1936, elle est invitée à parler à un rassemblement pour la paix à Dorchester où elle partage la tribune avec le prêtre pacifiste Hugh Richard Lawrie Sheppard, George Lansbury , Laurence Housman, et Donald Oliver Soper. Peu de temps après, Sheppard l’invite à rejoindre l’organisation non gouvernementale pacifiste britannique Peace Pledge Union (en). Après six mois de réflexions attentives, elle répond en janvier 1937 par l’affirmative. Plus tard, la même année, Brittain devient aussi membre  d’une association pacifiste anglicane, l’Anglican Pacifist Fellowship (en).
Son regain de pacifisme passe au tout premier plan au cours de la Seconde Guerre mondiale, quand elle commence la série de ses Lettres aux amoureux de la paix. C’est une pacifiste pragmatique en ce sens qu’elle participe à l’effort de guerre en travaillant comme volontaire dans le service civil de défense, en voyageant à travers le pays et en levant des fonds pour la campagne d’aide alimentaire pour le Peace Pledge Union.
Elle est calomniée pour s’être exprimée contre les bombardements massifs de villes allemandes dans son petit livre de 1944, Massacre by Bombing. Elle est quelque peu disculpée de sa position pacifiste par principe quand, en 1945, la liste noire des nazis des presque 3 000 personnes qui devaient être immédiatement arrêtées en Grande-Bretagne après une invasion allemande (Opération Lion de Mer) montre que son nom y apparaît.
À partir des années 1930, ainsi que par la suite, Brittain contribue régulièrement au magazine pacifiste Peace news (en) co-édité avec l'Internationale des résistant(e)s à la guerre. Finalement, elle en devient membre du comité éditorial et, pendant les années 1950 et 1960, elle écrit des articles contre l’apartheid et le colonialisme et en faveur du désarmement nucléaire.
En novembre 1966, elle fait une mauvaise chute dans une rue mal éclairée de Londres alors qu’elle se rend à une conférence en tant qu’oratrice. Elle y tient son rôle, mais on constate ensuite qu’elle s’était fracturé le bras gauche et brisé l’auriculaire de la main droite. De ces blessures date le début d’un déclin physique accompagné d’un esprit plus embrouillé et renfermé.
Vera Brittain ne surmonta jamais complètement la mort, en juin 1918, de son frère bien-aimé, Edward. Elle meurt à Wimbledon le 29 mars 1970 à l’âge de 76 ans. Dans son testament elle demande que ses cendres soient répandues sur le plateau d’Asiago, lieu de décès de son frère en Italie ; elle y précise : « Durant presque 50 ans une grande partie de mon cœur est demeuré dans ce village italien ». Sa fille honorera sa demande en septembre 1970.

## Postérité culturelle
En 2014, une adaptation du Testament of Youth a été réalisée par James Kent avec dans le rôle de Vera Brittain Alicia Vikander, Edward Brittain interprété par Taron Egerton, la mère par Emily Watson, le père par Dominic West, Roland Leighton par Kit Harington.
Vera Brittain a été dépeinte dans l’adaptation télévisée de son œuvre la plus connue Testament of Youth par Cheryl Campbell pour la BBC 2 en 1972.
Sue Gilmurray, auteur de chansons et consœur dans l’Amicale pacifiste anglicane a écrit une chanson à la mémoire de Vera Brittain intitulée Vera.
En 1998, les lettres de Brittain datant de la Première Guerre mondiale sont éditées par Alan Bishop et Mark Bostridge sous le titre Letters from a Lost Generation. Elles ont aussi été adaptées par Bostridge pour une série radiophonique de BBC Radio 4 avec Amanda Root et Rupert Graves.
Une nouvelle sélection de poèmes et de textes écrits par Brittain sur la Première Guerre mondiale a été éditée sous le titre Because you died (« Parce que tu es mort ») par Mark Bostridge en 2008 par les éditions Virago Press pour célébrer le 90e anniversaire de l’armistice.
Le 9 novembre 2008, la BBC One a diffusé un documentaire d’une heure sur Brittain pour son programme Jour du Souvenir présenté par Josephine Grace "Jo" Brand.
En février 2009, on a annoncé que la BBC Films allait adapter le récit de Brittain, Testament of Youth en un film sous le titre Mémoires de jeunesse. L’actrice irlandaise Saoirse Ronan a, dans un premier temps, participé au casting pour le rôle de Brittain. Finalement, en décembre 2013 on annonça que Alicia Vikander allait interpréter Brittain dans le film qui sortit à la fin de 2014 pour les commémorations de la Première Guerre mondiale. Les autres acteurs sont Kit Harington, Colin Morgan , Taron Egerton, Alexandra Roach, Dominic West, Emily Watson, Joanna Scanlan, Hayley Atwell, Jonathan Bailey et Anna Chancellor. Le film a été produit par David Heyman producteur également des films de la saga Harry Potter.
Des plaques indiquant des lieux de résidence de Vera Brittains sont visibles au 151, Park Road à Buxton ; à Doughty Street, Bloomsbury et au 117, Wymering Mansions à Maida Vale, dans l’ouest de Londres. Il y a aussi une plaque dans les jardins du Pavilion à Buxton commémorant sa résidence dans la ville, à noter que les dates sur la plaque indiquant ses dates de résidence sont incorrectes.
Les archives de Vera Brittain ont été vendues en 1971 à l’université McMaster d’Hamilton en Ontario au Canada. Plus tard, une collecte plus poussée de documents, collectés durant l’écriture de la biographie autorisée de Brittain, fut cédée à l’université de Somerville d’oxford, par Paul Berry et Mark Bostridge.
En français, Testament of Youth n'est traduit qu'en 2023, quatre-vingt-dix ans après sa parution .

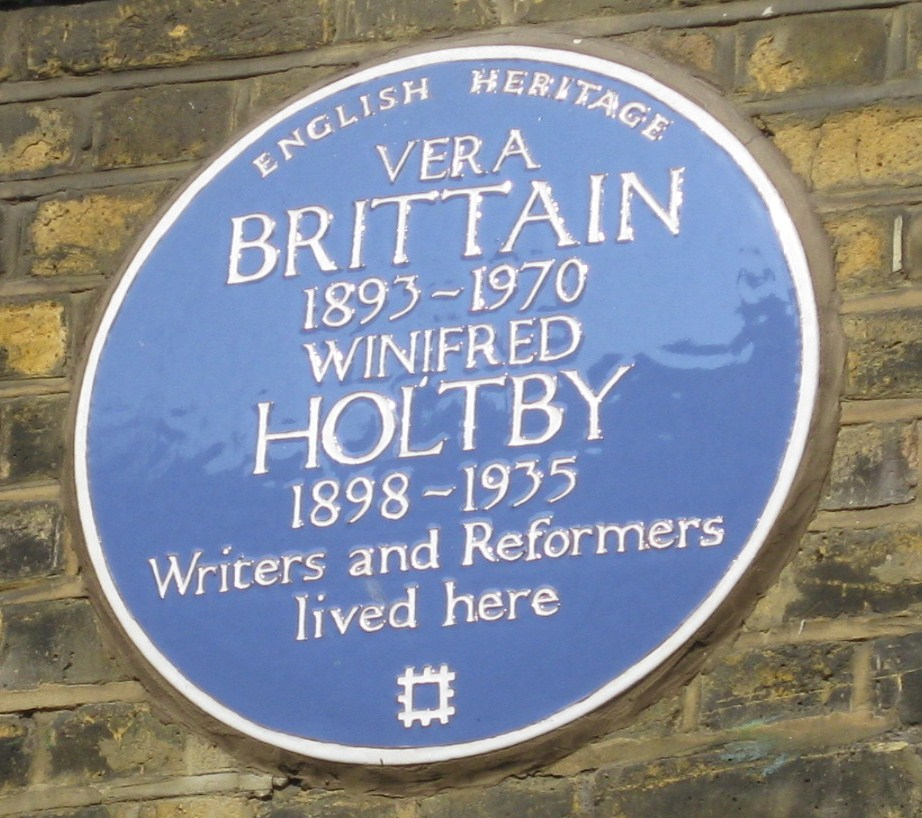
Plaque au 52 Doughty Street, Londres.
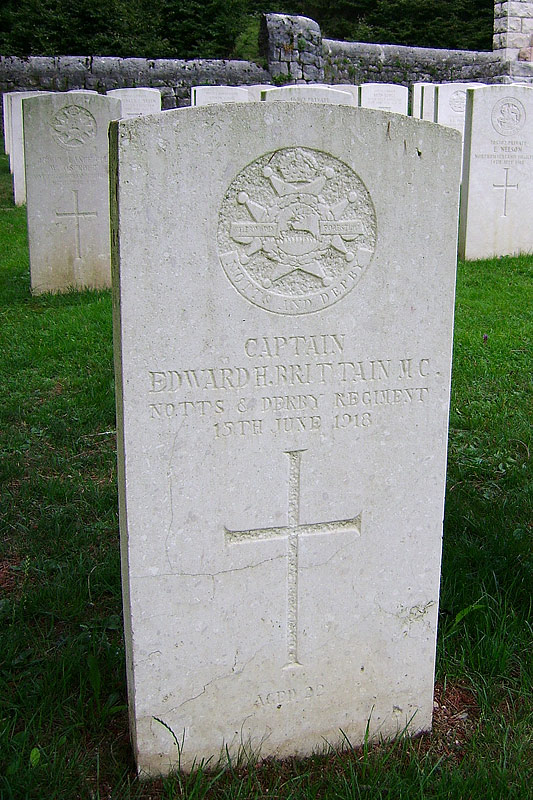
Pierre tombale d’Edward Brittain, Cimetière britannique de Granezza, plateau d’Asiago.
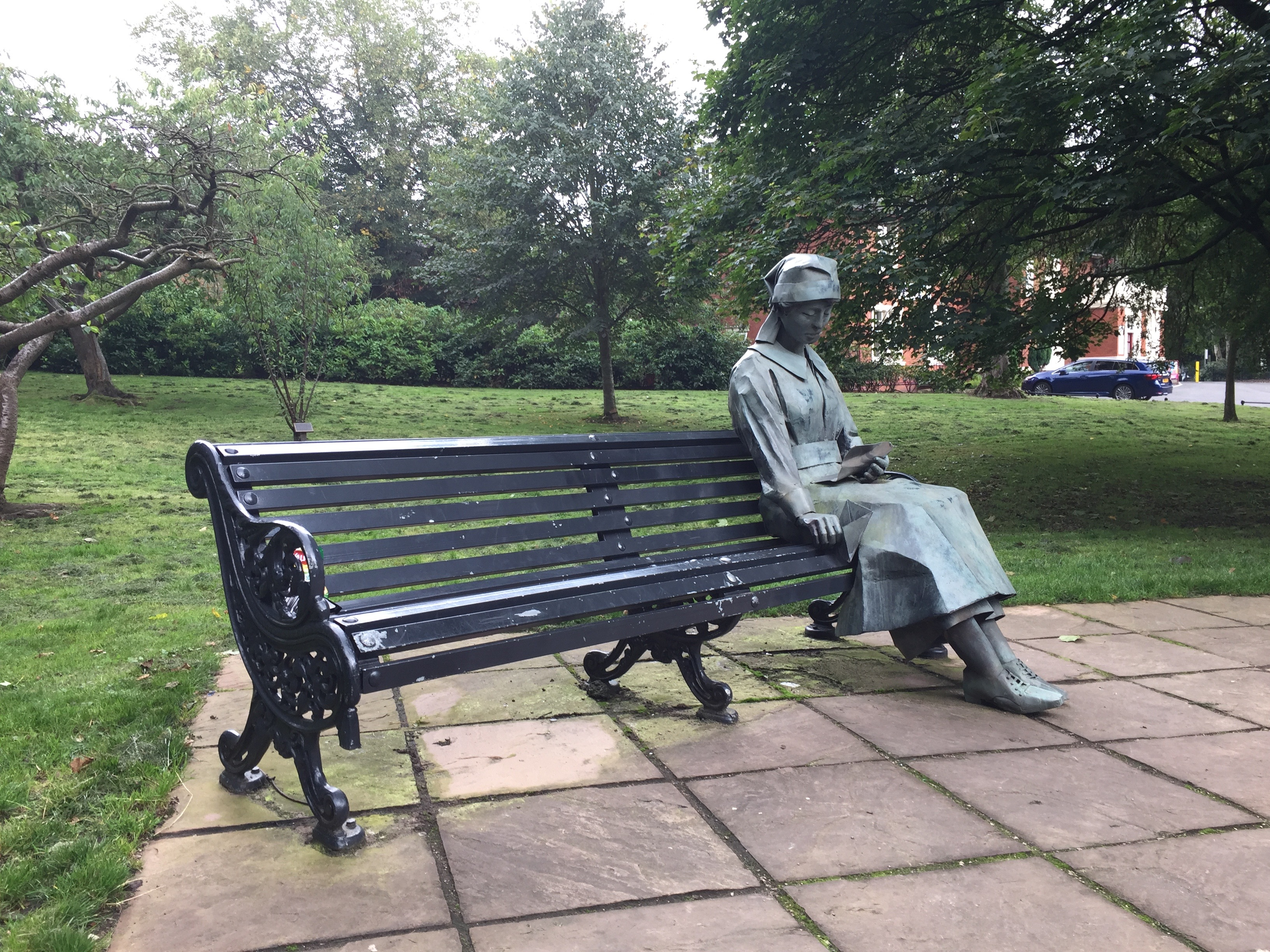
Newcastle under Lyme, Vera Brittain sculpture à Brampton Park.
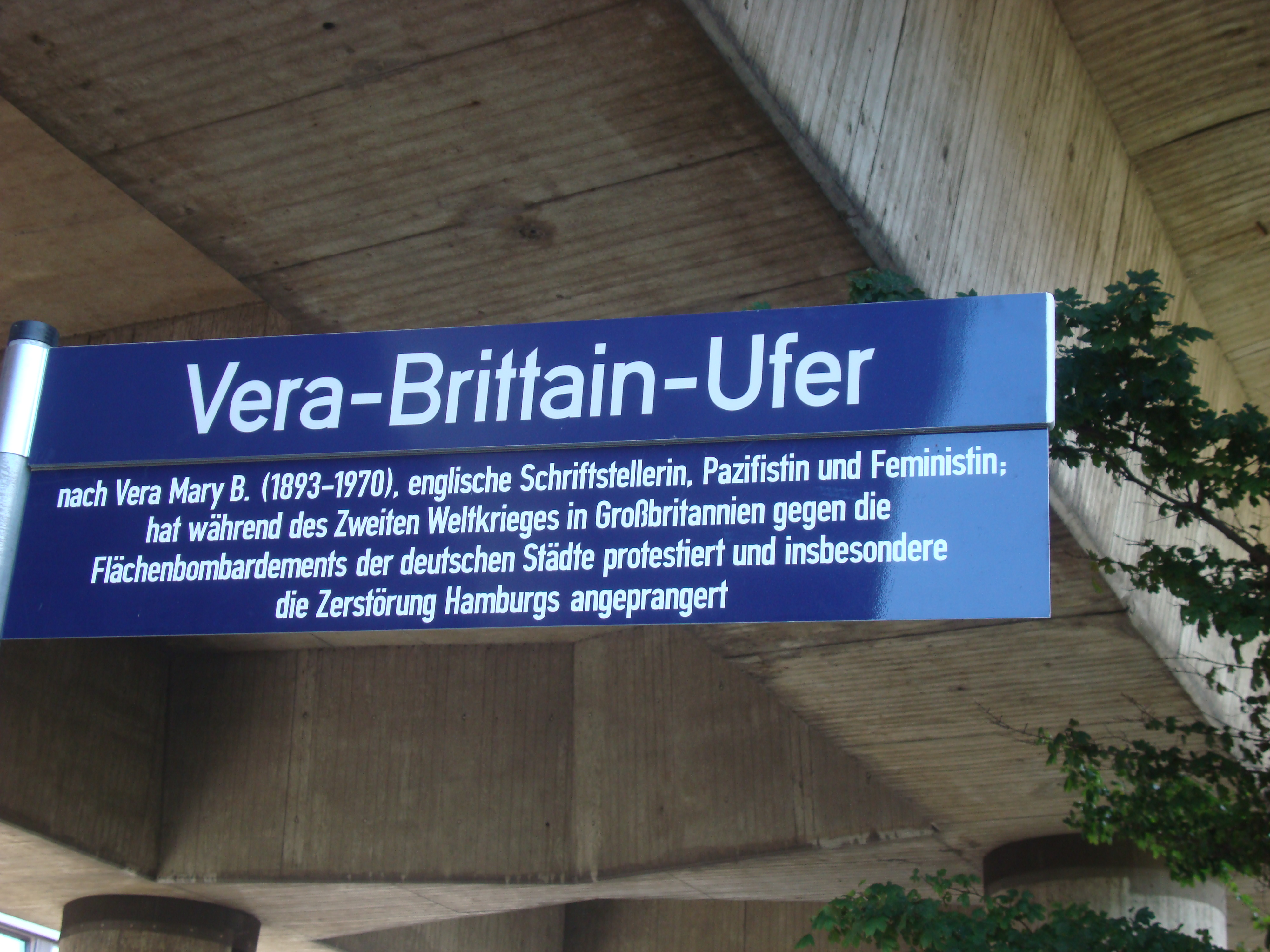
La plaque d’une promenade porte le nom de Vera Brittain à Hambourg-Hammerbrook.

### En français
- 2023 – Mémoires de jeunesse, éditions Viviane Hamy, traduction de Testament of Youth